# Kampfar
Kampfar je norveški black metal-sastav osnovan 1994. godine u Fredrikstadu. Pjevač sastava, Dolk, jednom je prilikom objasnio da je ime sastava proizašlo iz drevnog staronordijskog bojnog pokliča koji znači Odin ili Wotan. Glazba sastava opisivana je kao black metal koji je tematski inspiriran norveškim folklorom i prirodom. Do danas je Kampfar objavio ukupno sedam studijskih albuma te dva EP-a.

## Povijest

### Osnivanje (1994. – 1996.)
Nakon svojeg odlaska iz grupe Mock, bubnjar i pjevač Dolk 1994. godine osniva Kampfar te mu se pridružuje basist i gitarist Thomas. Godine 1995. sastav objavljuje svoj prvi demouradak, Promo, a 1996. svjetlo dana ugledao je i njihov prvi istoimeni EP.

### Mellom skogkledde aaser,NorseiFra underverdenen(1997. – 1999.)
Godine 1997. sastav objavljuje svoj prvi studijski album Mellom skogkledde aaser. Godinu dana kasnije objavljen je i drugi EP pod nazivom Norse. EP je značajan po tome što sadrži istoimenu pjesmu koja je ujedno i prva pjesma skupine napisana na engleskom jeziku, dok su ostale skladbe do tada uglavnom bile pisane norveškim jezikom. Ista pjesma pojavljuje se i na Kampfarovom drugom studijskom albumu Fra underverdenen koji je objavljen 1999. godine. Glazbeni stil albuma značajan je po tome što je sastav napustio neke folklorne elemente koji su mahom prevladavali na prethodnim glazbenim izdanjima te su uvedeni elementi klasične glazbe.  Nakon objave albuma glazbeni je rad sastava bio pauziran.

### KvassiHeimgang(2000. – 2008.)
Sastav ponovo započinje s radom tijekom 2003. kada su se grupi priklučili basist Jon Bakker te bubnjar i vokalist Ask. Unatoč stvaranju nove postave, Kampfar nije nastupao na koncertima sve do 2004. Održao je svoj prvi nastup na festivalu Moshfest u Haldenu, gradu nedaleko njihovog rodnog grada Fredrikstada. Kampfar 2006. godine objavljuje svoj treći studijski album Kvass. Kvass je bio sniman od studenog 2005. do siječnja 2006. u studiju Silverstone te je producent albuma bio Rune Jørgensen. Kampfar dvije godine kasnije objavljuje svoj četvrti studijski album Heimgang koji je snimljen u istom studiju s istim producentom.

### MareiDjevelmakt(2009. – 2014.)
Godine 2010. Kampfar odlazi u poznati studio Abyss u Švedskoj kako bi snimio svoj peti studijski album Mare zajedno s producentom Peterom Tägtgrenom. Gitarist i jedan od osnivača, Thomas, napustio je sastav prije nego što je započelo snimanje albuma te ga je kao koncertni gitarist zamijenio Ole. Ole se kasnije i trajno priključio sastavu te je Kampfar dvaput otišao na turneju po Norveškoj, ostatku Europe te Sjevernoj Americi kako bi podržali album. 
Godine 2013. sastav se vraća u studio Abyss kako bi snimio svoj šesti studijski album Djevelmakt, no ovoga puta radeći s producentom Jonasom Kjellgrenom, dok je Peter Tägtgren ovog puta miksao album. Djevelmakt je objavljen 27. siječnja 2014.

### Profan(2015. – danas)
Sastav objavljuje svoj sedmi studijski album Profan 13. studenog 2015. godine. Album iste godine dobiva i norvešku nagradu Spellemannprisen za najbolje postignuće u glazbenom žanru metala.

## Diskografija
Studijski albumi
- Mellom skogkledde aaser (1997.)
- Fra underverdenen (1999.)
- Kvass (2006.)
- Heimgang (2008.)
- Mare (2011.)
- Djevelmakt (2014.)
- Profan (2015.)
- Ofidians manifest (2019.)

EP-ovi
- Kampfar (1996.)
- Norse (1998.)

Demo uradci
- Promo (1995.)

## Članovi sastava
| Trenutna postava - Dolk (Per Joar Spydevold) – vokali (1994. - danas), bubnjevi (1994. – 2003.) - Ask (Ask Ty Ulvhedin Bergli Arctander) – vokali, bubnjevi (2003. – danas) - Jon (Jon Bakker) – bas-gitara (2003. – danas) - Ole (Ole Hartvigsen) – gitara (2011. – danas) | Bivši članovi - Thomas (Thomas Andreassen) – gitara (1994. – 2010.), bas-gitara (1994. – 2003.) |

## Vanjske poveznice

### Sestrinski projekti
|  | Zajednički poslužitelj ima još gradiva o temi Kampfar |

### Mrežna mjesta
- Službene stranice sastava
- Kampfar na Myspaceu
- Kampfar na Facebooku